# 岡田守弘
岡田 守弘（おかだ もりひろ、1894年（明治27年）11月 - 1984年（昭和59年）4月22日）は、日本の剣道家。段位は剣道範士八段、居合道範士八段。鞍馬流剣術、警視流剣術を修めた。

## 略歴
新潟県生まれ。1923年（大正12年）上京して警視庁に奉職し、同時に柴田衛守の道場習成館に入門し鞍馬流剣術を学ぶ。1928年（昭和3年）、中山博道の高弟橋本統陽に居合を学ぶ。1935年（昭和10年）、杉並区に尚道館道場を創立。初代館長となる。
警視庁剣道師範、東京大学教養学部剣道師範、杉並区剣道連盟副会長、東京都剣道連盟居合道部会副会長等を歴任した。弟子に佐川博男などがいる。

## エピソード
竹刀の巻き落としを得意としたが、鞍馬流剣術の技「変化」と、神道夢想流杖術の杖の基本技の一つである「巻き落とし」を応用したものである。この技は対峙した相手の正眼の構え、および太刀の斬り付けに対して、瞬時に巻き落とす、あるいは巻き上げる技である。一度も打ち合いせず富山県警察部師範の松本重平は9回、武道専門学校教授の佐藤忠三は6回も竹刀を飛ばされた。大島治喜太も度々竹刀を落としたが、大島は「そのような技をやっていると大成しない」といって巻き落としを禁じ、斎村五郎もこれに同調したため、岡田は巻き落としを使わなくなった。

## 称号
- 1923年（大正12年） : 警視庁巡査
- 1926年（大正15年） : 警視庁剣道助教
- 1928年（昭和3年） : 大日本武徳会剣道精錬証
- 1931年（昭和6年） : 警視庁剣道教師
- 1953年（昭和28年） : 警視庁剣道師範
- 1958年（昭和33年） : 警視庁退職
- 1960年（昭和35年） : 全日本剣道連盟剣道八段
- 1962年（昭和37年） : 全日本剣道連盟剣道範士
- 1964年（昭和39年） : 全日本剣道連盟居合道八段
- 1970年（昭和45年） : 勲六等瑞宝章
- 1975年（昭和50年） : 全日本剣道連盟居合道範士